# Fanhui Shi Weixing
Fanhui Shi Weixing (chinês tradicional: 返回式衛星, chinês simplificado: 返回式卫星, pinyin: Fǎnhuí Shì Wèixīng, lit. ‘satélite recuperável’) é uma série de satélites espião chineses recuperáveis. Os satélites foram utilizados para as necessidades de observação militares e civis, com um total de 26 voos. O primeiro a ser lançado foi o FSW-0 em 5 de novembro de 1974 e o último, o SJ-8, em 9 de setembro de 2006.
Foram criados quatro modelos de satélites: FSW-0, FSW-1, FSW-2, e os mais modernos sendo o FSW-3. Todos os satélites foram colocados em órbita usando os foguetes Longa Marcha, a maioria deles pelo Longa Marcha 2C.
A realização bem sucedida da tecnologia de aterrissagem (o terceiro país após a União Soviética e os Estados Unidos) foi a base para o segundo programa espacial tripulado chinês (período de 1978-1980), terceiro programa tripulado do Projeto 863 (final de 1980) e atual programa Shenzhou (desde 1992).

## História
A República Popular da China começou a desenvolver este tipo de satélite no início de 1970. Em 26 de novembro de 1975, a China lançou o primeiro satélite FSW de Jiuquan na Mongólia Interior. O satélite terminou a sua missão com sucesso, em 29 de novembro de 1975 e retornou à Terra em segurança, com o local de desembarque em uma zona especial (Distrito Especial de Liuzhi; 六枝特区) na província de Guizhou. Foi a primeira missão de reentrada atmosférica asiática, e a China tornou-se o terceiro país a recuperar um satélite após a sua missão.
Existem basicamente três gerações da história: FSW-0; FSW-1; FSW-2 e a corrente FSW-3. Até o ano de 2003, a China lançou no total 22 deste tipo de satélite, para fins climáticos, geográficos e agrícolas.